# Çelebi (Titel)
Çelebi, deutsch auch Tschelebi (osmanisch چلبى çelebi), war im Osmanischen Reich ein verbreiteter Titel, der einen gebildeten, belesenen Mann von vornehmer Herkunft bezeichnete. Die Herkunft des Wortes ist nicht zweifelsfrei geklärt, am wahrscheinlichsten ist jedoch nach Mehmet İpşirli eine Ableitung von der turkmenischen Gottesbezeichnung çalab. Die ebenfalls häufig zitierte Zurückführung auf eine griechische Anredeform ist İpşirli zufolge kaum glaubwürdig. Ab dem 18. Jahrhundert wurde der Titel Çelebi verstärkt für Nichtmuslime wie christliche Geistliche, Adlige oder Gelehrte verwendet, davor war er mit einigen Ausnahmen (z. B. Eremya Çelebi) meist muslimischen Religionsgelehrten, Literaten, hohen Verwaltungsbeamten oder auch Söhnen des Sultans vorbehalten.
Unter den osmanischen Christen war Çelebi unter anderem ein Titel für die Enkelsöhne vornehmer Phanarioten. Auch die Verwendung des Wortes durch christliche und jüdische Frauen als Anrede für ihre Ehemänner ist überliefert.
Die Form Çelebi Efendi, eine Kombination der beiden Titel Çelebi und Efendi, wurde vor allem für die Scheichs der Mevlevi-Bruderschaft verwendet.
Der Titel Çelebi wurde dem Namen üblicherweise nachgestellt, also z. B. nicht „Çelebi Evliya“, sondern Evliya Çelebi.